# Euphrosine echidna
Euphrosine echidna är en ringmaskart som beskrevs av Kudenov 1993. Euphrosine echidna ingår i släktet Euphrosine och familjen Euphrosinidae. Inga underarter finns listade i Catalogue of Life.